# Rhacophorus turpes
Rhacophorus turpes är en groddjursart som beskrevs av Smith 1940. Rhacophorus turpes ingår i släktet Rhacophorus och familjen trädgrodor. IUCN kategoriserar arten globalt som otillräckligt studerad. Inga underarter finns listade i Catalogue of Life.